# Bombardování Drážďan
Bombardování Drážďan byl britsko-americký vzdušný útok, který provedly Royal Air Force (RAF) a americké United States Army Air Forces (USAAF) 13.–15. února 1945 během druhé světové války. Ve čtyřech náletech shodilo 769 těžkých bombardérů britské RAF a 527 strojů USAAF přes 3 900 tun výbušných a zápalných pum (napalmových M69) na Drážďany, hlavní město Saska, spolkové země nacistického Německa. Skrz Drážďany tehdy postupně procházeli uprchlíci utíkající před postupujícími sovětskými vojsky. Následná ohnivá bouře zničila plochu 6,5 km² městského centra.
V roce 1953 vyšla zpráva amerického letectva, kterou napsal Joseph W. Angell, ve které obhajovali tuto událost jako oprávněné bombardování vojenského a průmyslového centra, jež bylo důležitým železničním a komunikačním bodem se 110 továrnami a 50 000 dělníky podporujícími válečné úsilí nacistického Německa. Naproti tomu několik autorů namítalo, že cílem nebyla celá infrastruktura jako například mosty nebo rozsáhlé průmyslové oblasti mimo centra města, že Drážďany byly kulturním centrem, Florencií na Labi s malým nebo žádným vojenským významem a že útok proběhl jako plošné bombardování a nikoli jako nálet přiměřený vojenským cílům.
Několik desetiletí po válce odhadovaly různé zdroje počet mrtvých až na 250 000, toto číslo je však v současnosti považováno za přehnané. Nezávislé vyšetřování komise historiků zřízené městskou radou v roce 2010 uvedlo nejméně 18 000 či 22 700 a nejvíce 25 000 obětí.
Ve srovnání s bombardováním Hamburku v roce 1943, které způsobilo nejničivější požár v dějinách RAF a USAAF, vyžádalo si asi 50 000 obětí a které zničilo prakticky celý Hamburk, a bombardováním Pforzheimu v roce 1945, ve kterém zahynulo přibližně 18 000 civilistů, nebylo bombardování Drážďan nejhorším během druhé světové války. Nicméně zůstává jedním z nejhorších příkladů utrpení civilistů, které způsobují nálety, a stalo se známým příkladem kontroverzního útoku v druhé světové válce. Poválečné diskuse polemizují o tom, zda bombardování Drážďan bylo oprávněné a zda jeho výsledek lze označit jako válečný zločin.
Následovaly další tři nálety USAAF, dva uskutečněné 2. března s cílem zničit drážďanské seřaďovací nádraží a další 17. dubna mířící na průmyslovou část města.
To, že byly tyto ničivé nálety provedeny 12 týdnů před kapitulací Německa, dodnes vzbuzuje velké emoce.

## Před operací

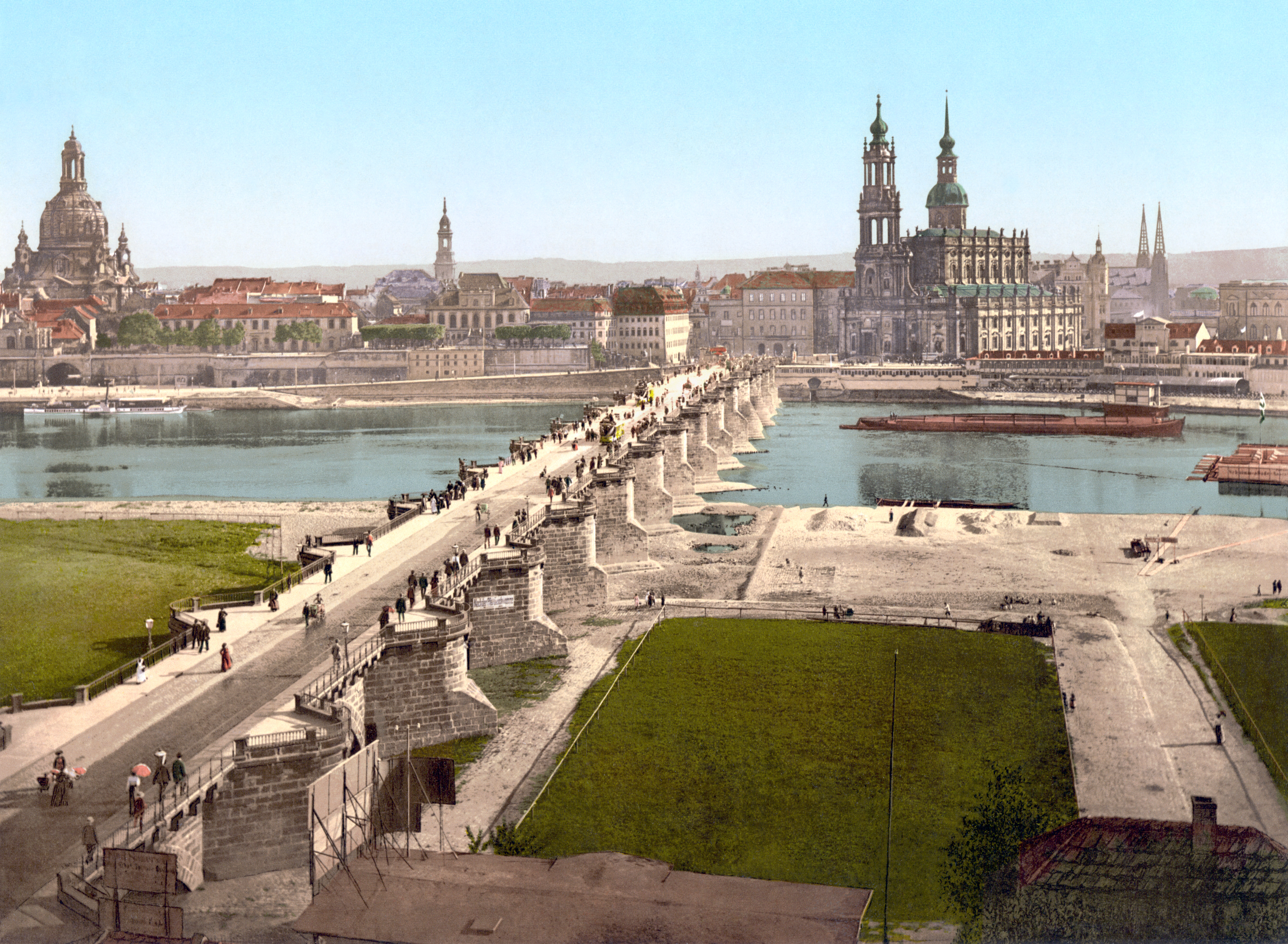
Obrázek Drážďan na konci 19. století včetně Frauenkirche, Augustova mostu a katedrály Nejsvětější Trojice.

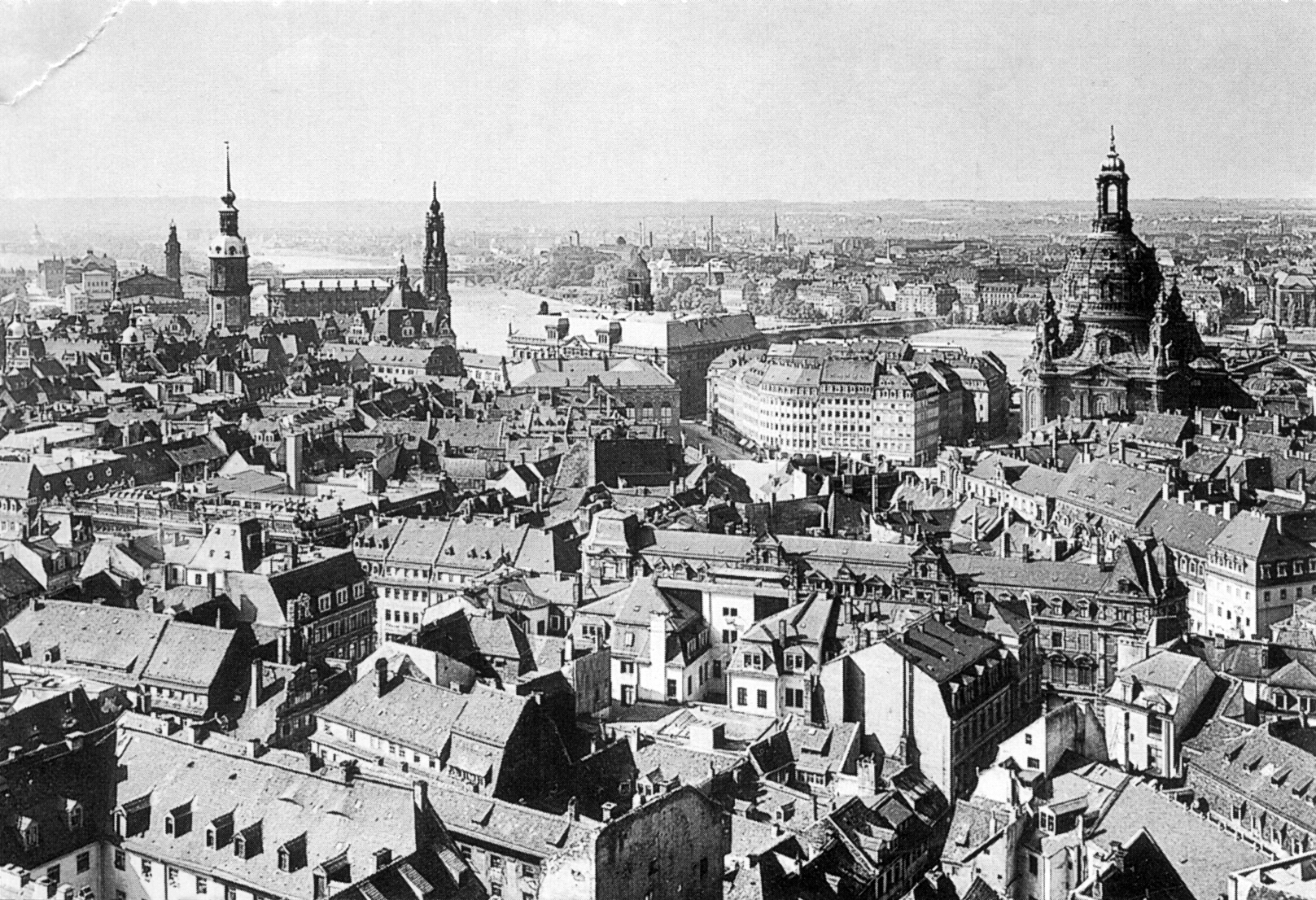
Pohled z radnice na Altstadt (staré město), 1910

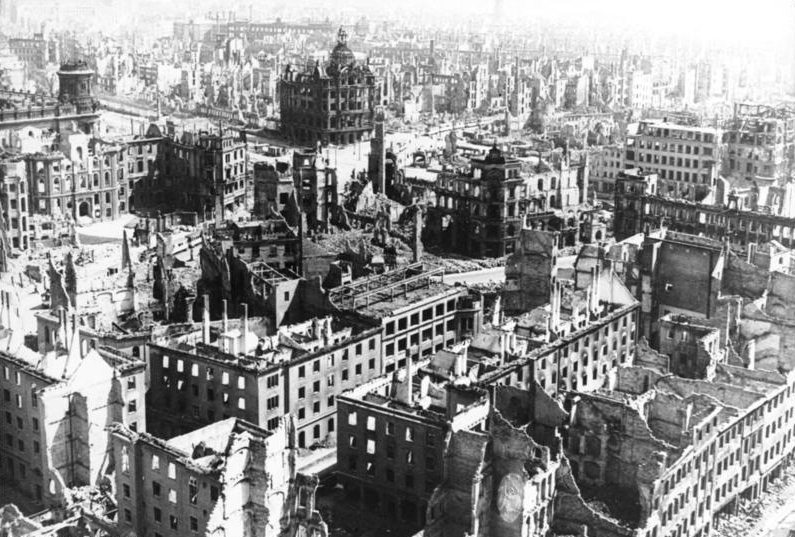
Pohled z věže Kreuzkirche na náletem zničené centrum v Drážďanech

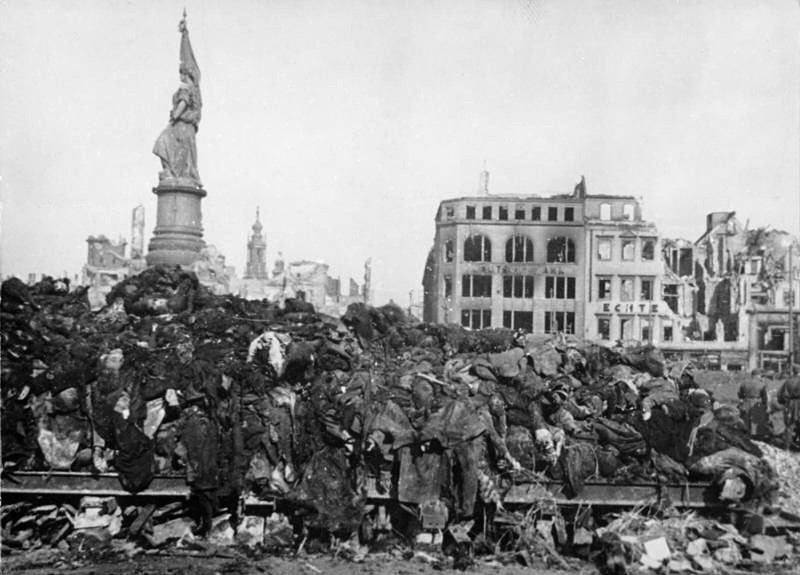
Hromada mrtvol na drážďanském náměstí, únor 1945

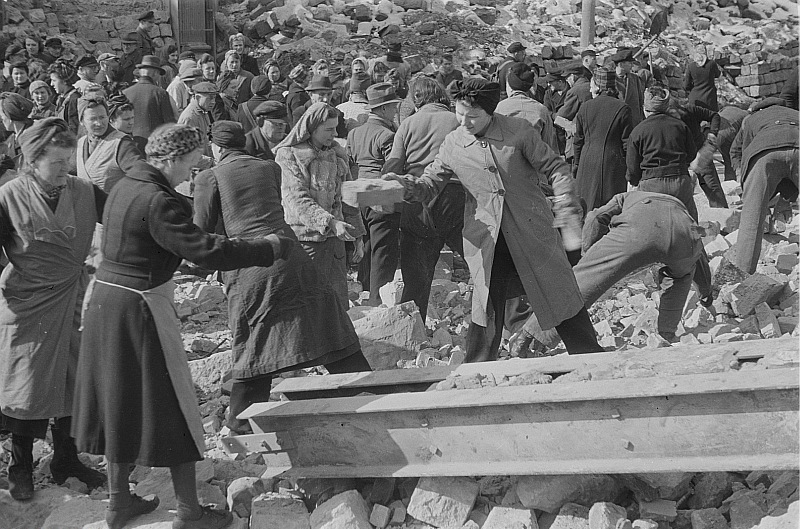
Odklízení suti

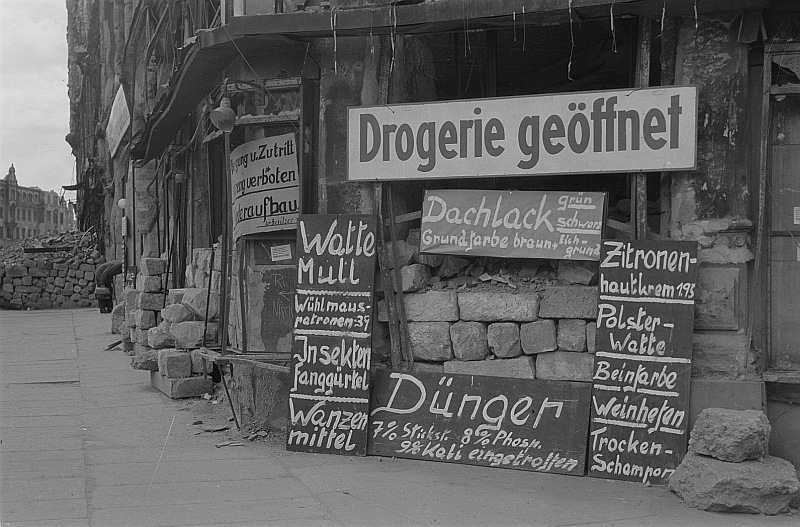
První obchodní činnosti a zásobování obyvatelstva

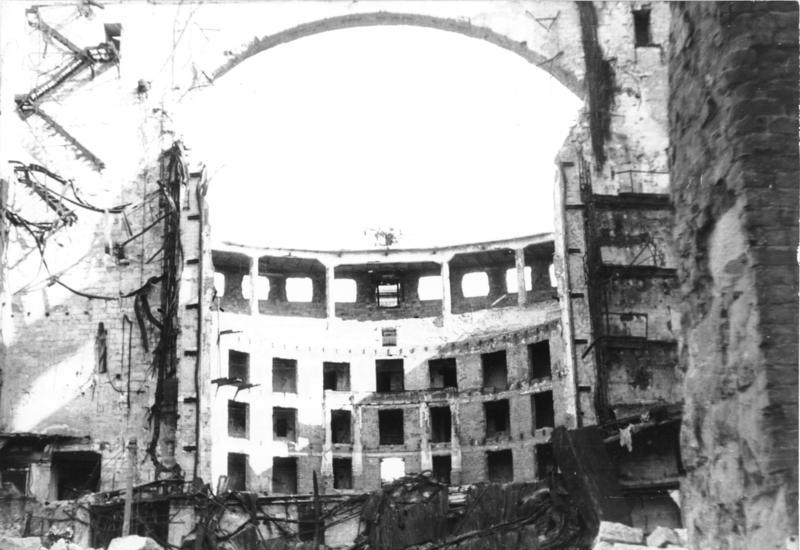
Ruiny Semperovy opery

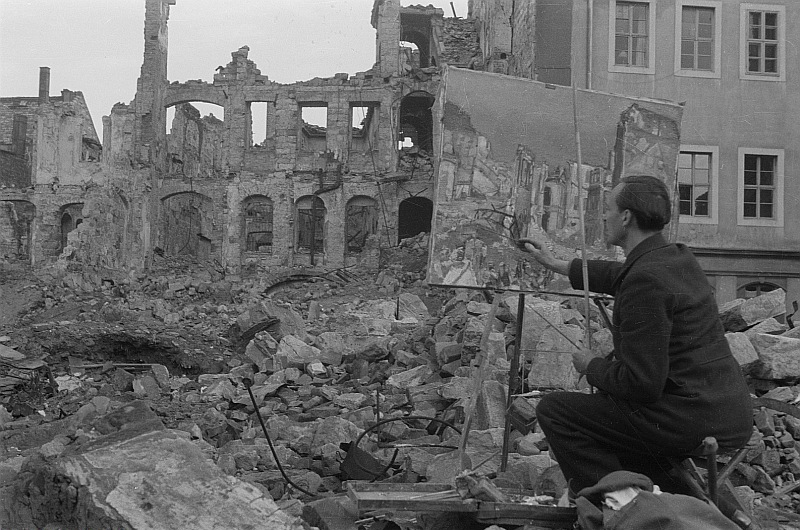
Opětovný začátek kulturního života v rozvalinách, Theodor Rosenhauer

Na konci roku 1944 ustupovala německá armáda na obou frontách, ale stále nebyla definitivně poražena. 8. února překročili Sověti řeku Odru pouze 70 kilometrů od Berlína. Jak se východní a západní fronta přibližovaly, Spojenci na západě začali uvažovat, jak by mohli pomoci Rudé armádě v postupu svým bombardovacím letectvem. Cílem bylo bombardování Berlína a několika dalších východoněmeckých měst v součinnosti s postupem sovětských vojsk, aby tak způsobily zmatek mezi německými jednotkami a uprchlíky z východní fronty a narušily jejich zásobování ze západu.
Zpráva zvláštní britské komise s názvem German Strategy and Capacity to Resist (Německá strategie a možnosti odporu), která byla připravena výlučně pro Winstona Churchilla, předpověděla, že Německo by se mohlo zhroutit již kolem poloviny dubna, pokud Sověti dokážou obsadit jejich východní pozice. Zpráva zároveň varovala, že by Němci mohli vzdorovat až do listopadu, pokud Sověti nedokážou obsadit Slezsko. Proto by mohla jakákoliv pomoc východní frontě zkrátit válku.
Plány na rozsáhlý a intenzivní útok na Berlín a další východoněmecká města analyzovali Spojenci pod krycím názvem Operace Thunderclap v polovině roku 1944, ale nakonec ho odložili na 16. srpna. Do té doby byly tyto plány znovu projednány a Spojenci rozhodli o méně rozsáhlé operaci.
22. ledna poslal komodor RAF Sidney Osborne Bufton zprávu zástupci náčelníka leteckého štábu siru Normanu Bottomleymu, ve které uváděl, že zdánlivý koordinovaný letecký útok RAF na pomoc sovětské ofenzivě by mohl mít ničivý efekt na morálku Němců. 25. ledna poté, co Společná zpravodajská služba (Joint Intelligence Committee) usoudila, že Němci přesouvají desítky divizí ze západní fronty na východní, vyjádřila této myšlence podporu s tím, že zastavení přesunu těchto jednotek je důležitou prioritou. Arthur Harris, v britském tisku přezdívaný také "bombardér" Harris, známý jako horlivý zastánce plošného bombardování, navrhoval koordinovaný útok na města Saská Kamenice, Lipsko a Drážďany. Toho večera se Churchill ptal ministra letectva Archibalda Sinclaira na plány pro uskutečnění těchto návrhů, přičemž nezmínil odpověď náčelníka leteckého štábu sira Charlese Portaita, který odpověděl: „Měli bychom použít dostupnou sílu na jeden velký útok na Berlín a útoky na Drážďany, Lipsko a Saská Kamenice, případně jakékoliv jiné město, kde by těžké bombardování způsobilo nejen chaos v evakuaci z východu, ale překazilo by také pohyb německých jednotek ze západu.“ Nicméně zmínil, že letectvo vyčleněné na takové nálety by nemělo být staženo z aktuálních úkolů ničení ropných rafinerií, továren na výrobu proudových letadel a ponorkových doků. Churchill nebyl spokojen s takovou odpovědí a 26. ledna napsal Sinclairovi: „Ptal jsem se (minulou noc), zda Berlín a bezpochyby i další velká města v Německu by neměla být nyní považována za důležitý terč… Prosím napište mi zítra, co se bude dít.“
4. února, během jaltské konference, nastolil sovětský generál Alexej Antonov otázku narušení přesunu německých jednotek ze západní fronty leteckým bombardováním dopravních křižovatek Berlína a Lipska. Portait, který byl v Jaltě, proto požádal Bottomleyho, aby mu zaslal seznam cílů, které by mohli prodiskutovat se Sověty. Tento seznam obsahoval ropné rafinerie, továrny na výrobu tanků a letadel. Rovněž zde byla i města Berlín a Drážďany. Britský tlumočník později tvrdil, že Antonov a Stalin žádali Spojence o bombardování Drážďan, ale v oficiálních záznamech z konference se taková zmínka nenachází. Je proto možné, že šlo pouze o propagandu v rámci studené války.

### Význam města
Drážďany byly sedmým největším německým městem a podle záznamů RAF byly největším zatím nebombardovaným zastavěným územím. Taylor napsal, že podle oficiální příručky z roku 1942 bylo město „jedním z nejdůležitějších průmyslových center Třetí říše“ a v roce 1944 nejdůležitějším výrobcem zbraní. Nacházelo se zde 127 středně velkých a velkých továren a dílen, které zásobovaly německou armádu vojenskou technikou. Významnost tohoto města z vojenského hlediska však nemusela být pro Německo až tak velká, jak se domnívali plánovači bombardování.
Jako reakci na mezinárodní obavy z bombardování napsalo americké letectvo zprávu, která byla utajena až do prosince 1978. Psalo se v ní, že v Drážďanech bylo 110 továren a 50 000 dělníků. Podle této zprávy se ve městě nacházely fabriky na výrobu leteckých komponentů, továrny na výrobu jedovatých plynů (Chemische Fabrik Goye and Company), protiletadlová a dělostřelecká továrna Lehman, továrna na výrobu optických zařízení Zeiss Ikon a také továrny na výrobu elektrických a rentgenových přístrojů (Koch & Sterz), převodovek a diferenciálů (Saxoniswerke) a elektroměrů (Gebrüder Bassler). Ve zprávě se také psalo, že se zde nacházely kasárna, stanové tábory a muniční sklady.
Americké letectvo také tvrdilo, že dvě z drážďanských dopravních tepen mají vojenský význam: severojižní z Německa do Československa a západovýchodní podél hranic s Čechami. Město bylo křižovatkou na dopravní trase Berlín – Praha – Vídeň, Mnichov – Vratislav a Hamburk – Lipsko. Americký plukovník Harold E. Cook, který byl jako zajatec vězněn v Drážďanech, později vypověděl, že Drážďany byly jedním velkým vyzbrojeným táborem s tisíci německých vojáků, tanky a dělostřelectvem a mílemi nákladních aut, naložených zásobami určenými na podporu německých jednotek na východní frontě.
V náletech však Spojenci neútočili na hlavní průmyslové oblasti na periferiích města, které se rozkládaly na míle daleko. Podle Donalda Millera by hospodářské škody mohly být mnohem větší, pokud by se bombardéry zaměřily na periferie, kde byla soustředěna většina drážďanského průmyslu.

## Průběh a důsledky operace

### Obrana města
Původně byla kolem Drážďan rozmístěna silná protiletecká obrana. Ta však nebyla za celou dobu výrazněji využita, proto byly postupně baterie částečně přesunuty na východní frontu, kde se používaly proti tankům, a částečně posílily protiletecké obrany např. v Berlíně, Halle a měst v Porúří. Protiletecká obrana Říše v prostoru Drážďan tak v únoru 1945 nedosahovala vysokého stupně účinnosti.

### Nálety
V lednu 1945 došlo k velké ofenzívě sovětských vojsk, která během necelého měsíce osvobodila celé Polsko a pronikla do východního Německa. Velká část uprchlíků před Rudou armádou se skryla právě v Drážďanech, jež před válkou čítaly 630 000 obyvatel.[kdy?] V noci z 13. na 14. února 1945 na město zaútočilo 805 bombardérů, z nichž 796 bylo Lancasterů. Na město svrhly 2660 tun pum, z nichž necelých 45 % bylo zápalných. První vlna čelila nepříznivému počasí, a tak byl útok vyhodnocen jen jako středně úspěšný; druhé vlně o tři hodiny později již nic nebránilo v přesném zaměření značek.
V důsledku vysoce koncentrovaného bombardování v krátkém časovém intervalu se vytvořila ohňová bouře, jejímž následkem shořelo centrum města. Následující den si drážďanské seřaďovací nádraží za cíl vzal i jeden svaz 461 B-17 Flying Fortress USAAF, doprovázených 316 stíhacími letouny North American P-51 Mustang. Cíl bombardovalo ale jen 311 z nich; část v důsledku navigačních chyb omylem bombardovala Prahu, nálet prožil i Most a další vedlejší cíle. O den později bombardovalo Drážďany 210 amerických létajících pevností, které se odklonily od svých primárních cílů.

### Důsledky
V důsledku náletu a svržení cca 3900 tun pum bylo zničeno 34 km² zástavby a mezi civilním obyvatelstvem byly způsobeny vysoké, dodnes přesně neznámé ztráty. Podle závěrečné policejní zprávy z března 1945 byly nalezeny ostatky 18 375 mrtvých a celkový počet obětí byl odhadnut na 25 tisíc. Tento fakt již roku 1966 veřejně akceptoval i kontroverzní historik David Irving, autor knihy Zkáza Drážďan vydané v roce 1963.

## Hodnocení operace

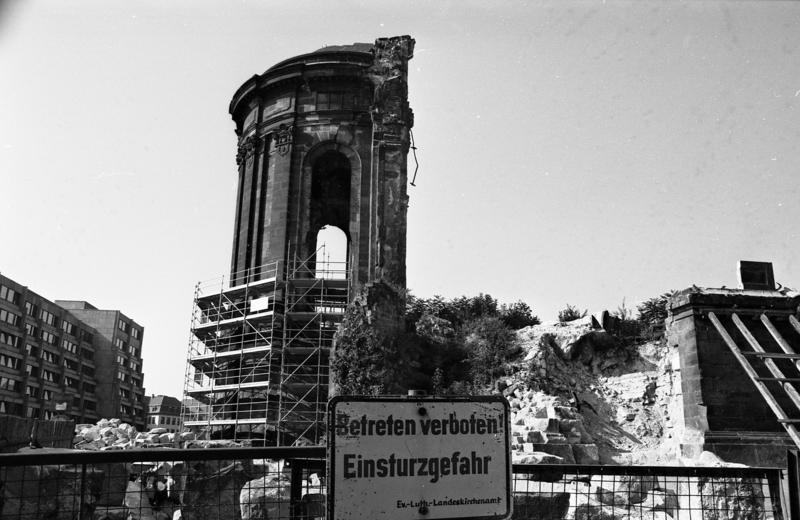
Drážďanský Frauenkirche byl komunistickou vládou NDR po desetiletí ponechán ve stavu, v jakém byl po náletu, opraven byl teprve na přelomu 20. a 21. století. Foto z roku 1991.

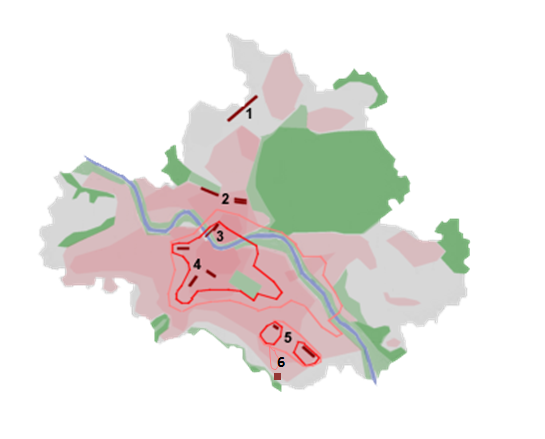
Zničené oblasti v Drážďanech a cíle. Červené ohraničení: totálně zničené jádro bombardováním. Růžová: zastavěné plochy. Hnědá: strategické cíle

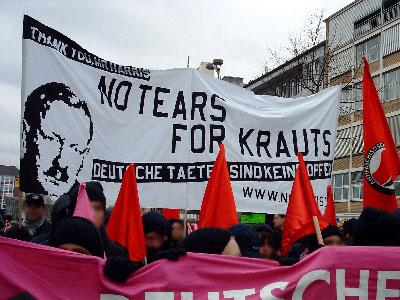
Demonstrace radikálně levicového hnutí Antideutsche v roce 2005. Jedním z hesel bylo i Bomber Harris, tue es wieder!

Řada autorů poválečného období se v odhadu počtu obětí přikláněla k počtu do 35 tisíc jako nejvíc odpovídajícímu skutečnosti, což korespondovalo i s tvrzeními vlády Německé demokratické republiky. Komise německých historiků, zřízená v roce 2004 městem Drážďany za účelem objasnění počtu obětí na životech, dospěla v říjnu 2008 k předběžnému určení známého počtu ztracených životů v hodnotě okolo 18 000, s tím, že jejich počet nepřekročil 25 000.
Odpůrci akce[kdo?] argumentují, že vojenský přínos náletu nebyl příliš velký[zdroj⁠?!] a naprosto neospravedlňuje barbarství akce, kterou označují za jeden z nejtěžších spojeneckých válečných zločinů.[zdroj?] Podle nich se Spojenci prostě rozhodli kobercovým bombardováním zlikvidovat město plné civilních obyvatel, uprchlíků před frontou a nuceně nasazených zahraničních dělníků. Město, které bylo nejen hlavním městem Saska, ale též jeden z vrcholů barokního stavitelství v Evropě. Odpůrci poukazují i na to, že sami západní Spojenci ještě v průběhu války v roce 1939 označovali mnohem méně rozsáhlé bombardování měst ze strany Německa a Sovětského svazu za barbarské válečné zločiny.[zdroj?] Na architektonické památky sice nebrala ani jedna strana ohledy, ovšem až na jednu německou bombardovací ofenzívu se památky jako takové cílem nestaly.
Britský historik druhé světové války Frederick Taylor však upozorňuje na skutečnost, že zdůrazňováním urbanistického a architektonického dědictví města je odsouván do pozadí význam města pro vojenský průmysl a jeho role uzlu dopravní infrastruktury. Drážďany byly díky velkému komunikačnímu uzlu a 110 továrním budovám s více než 50 000 dělníky regulérním vojenským cílem. Argument o kobercovém bombardování navíc nutně naráží na fakt,[zdroj?] že akci Bomber Command vedly značkovací stroje – v první vlně stroje No. 5 Group, pro druhou cíle označili slavní Pathfinders. První vlně částečně bránily nízké mraky, druhá vlna již bombardovala přesně na značky. USAAF na tom ale byla hůře. Tu samou noc navíc dalších 368 strojů Bomber Command útočilo na Böhlen.
Faktem je, že i sám jinak nekompromisní Churchill byl akcí otřesen natolik, že v memorandu náčelníkovi leteckého štábu a komisi náčelníků štábů z 28. března zpochybnil přiměřenost zvolených prostředků a označil podobné konání za „pouhý akt teroru a svévolného ničení“ („mere acts of terror and wanton destruction“). Po upozornění Sira Archibalda Sinclaira, že to byl nakonec i on sám, kdo 26. ledna 1945 požadoval zničení měst ve východním Německu, své memorandum stáhl a v novém již pečlivěji vážil svá slova. Roli jistě sehrála i rozdílná optika půlky února a konce března 1945.
Pokud jde o vojenské hledisko celé akce, Spojenci nečelili většímu odporu, protože Luftwaffe ho již v této době nebyla schopna. Navíc všechny blízké a dostupné síly Luftwaffe zůstaly po celou dobu náletu nečinné na letištích, neboť měly nedostatek pohonných hmot a dále plnily jiné úkoly. Spojenecké ztráty tak byly minimální.

## Kulturní odkazy
V satirickém vědeckofantastickém románu Jatka č. 5, aneb, Křížová výprava dětí – povinný tanec se smrtí (1969) zachytil Kurt Vonnegut některé události, které prožíval jako válečný zajatec v Drážďanech během náletu a krátce po něm. Píše o obětech zápalných bomb a popisuje „naprostou zkázu“ a „nepochopitelný masakr“. Němci jej spolu s dalšími válečnými zajatci poslali shromažďovat mrtvé do masových hrobů, „ale těl bylo příliš mnoho na pohřbení. Namísto toho Němci poslali skupiny s plamenomety. Všechny ostatky byly spáleny na popel.“
Do úvodu určeného zvláště pro vydání knihy v roce 1976 napsal:
Pečlivě naplánované a nepředstavitelně drahé drážďanské zvěrstvo bylo tak bezvýznamné, že jen jeden člověk na celé planetě z něj měl prospěch. Ten člověk jsem já. Napsal jsem tuhle knihu, která mi vydělala spousty peněz a přinesla reputaci, tak to je. Tak či onak, za každého mrtvého jsem dostal dva nebo tři dolary. Tak to chodí.

Odkaz na válečného zajatce v Drážďanech Kurta Vonneguta nalezneme v Hellerově románu Zavíráme. Jedna z postav – Lew Rabinowitz, který také byl válečným zajatcem v Drážďanech – několikrát zmiňuje, že tam znal muže jménem Vonnegut, se kterým pracoval.